# محمد حسن (سلطان بروناي)
محمد حسن (بالإنجليزية: Muhammad Hassan) (و. العقد 1500 – 1598 م) هو سياسي من بروناي، توفي في بندر سري بكاوان.

## مناصب
تولى منصب سلطان بروناي ‏
.